# خابیر اسکودره
خابیر اسکودره (اسپانیایی: Xavier Escudé‎؛ زادهٔ ۱۷ مه ۱۹۶۶) بازیکن هاکی روی چمن اهل اسپانیا است که در مسابقات کشوری و بین‌المللی در مجموع برندهٔ یک مدال نقره شده‌است.